# Сыромолотный, Иван Константинович
Иван Константинович Сыромолотный (5 января 1903, село Кочерги, теперь Путивльского района Сумской области — 14 февраля 1979, город Киев) — украинский советский деятель, журналист, директор Радиотелеграфного агентства Украины (РАТАУ). Кандидат в члены ЦК КП(б)У в 1940-1949 г. Член нелегального ЦК КП(б)У в октябре 1942 — июне 1943 г.

## Биография
Родился в крестьянской семье в селе Кочерги на Сумщине (по другим данным — в семье рабочего в городе Глухове). Трудовую деятельность начал в 15 лет.
В 1924-1925 г.  — председатель Кочергинского сельского комитета бедноты и председатель Кочергинского сельского совета, секретарь комсомольской ячейки села.
В 1925-1928 г.  — в Красной армии.
Член ВКП(б) с 1927 года.
С 1932 г.  — заведующий отделом Изюмского городского комитета КП(б)У; заместитель начальника политического отдела Краснодонской машинно-тракторной станции; редактор районной газеты; член редакционной коллегии и заведующий отделом республиканской газеты «Коммунист».
В 1938 — феврале 1941 г.  — директор Радиотелеграфного агентства Украины (РАТАУ).
В феврале — июле 1941 г.  — 2-й секретарь Николаевского областного комитета КП(б)У.
С 1941 г.  — в Красной армии. Участник Великой Отечественной войны. С 1941 года служил начальником 8-го отдела Политуправления, член Военного совета Южного фронта.
В 1942-1943 г.  — заместитель начальника Украинского штаба партизанского движения.
В 1943-1945 г.  — член Военного совета 5-й гвардейской танковой армии по вопросам снабжения.
После окончания войны работал заместителем заведующего отделом печати Управления пропаганды и агитации ЦК КП(б)У; заведующим сектором печати отдела пропаганды и агитации ЦК КП(б)У.
В 1950-1960 г.  — директор Радиотелеграфного агентства Украины (РАТАУ).
В 1957-1959 г.  — председатель Организационного бюро Союза журналистов Украины. В 1959 — 1961 г.  — председатель правления Союза журналистов Украины.
В 1965-1969 г.  — в аппарате Президиума Верховного Совета УССР.
Потом — на пенсии в Киеве. Похоронен на Байковом кладбище.

## Звание
- бригадный комиссар
- полковник

## Награды
- два ордена Трудового Красного Знамени (27.07.1940, 23.01.1948)
- три ордена Красного Знамени (1943, 22.07.1944, 10.04.1945)
- орден Отечественной войны 1-й ст. (22.02.1944)
- орден Знак Почета
- медали